# 와타나베 다케시
와타나베 다케시(일본어: 渡辺 毅, 1972년 9월 10일 ~ )는 일본의 전 축구 선수이다.

## 구단 경력
1995년 J1리그의 가시와 레이솔에 입단했다. 1999년에 J리그컵 우승을 차지했다. 2004년까지 281경기에 출전하여, 17득점을 넣었다. 2004년후 현역 은퇴.

## 국가대표팀 경력
그는 1997년 8월 13일 브라질과의 경기에서 일본 국가대표팀에 데뷔했다.

## 통계
| 일본 | 일본 | 일본 |
| 연도 | 출전 | 득점 |
| ---- | ---- | ---- |
| 1997 | 1    | 0    |
| 통산 | 1    | 0    |